# Hoofdschakelaar

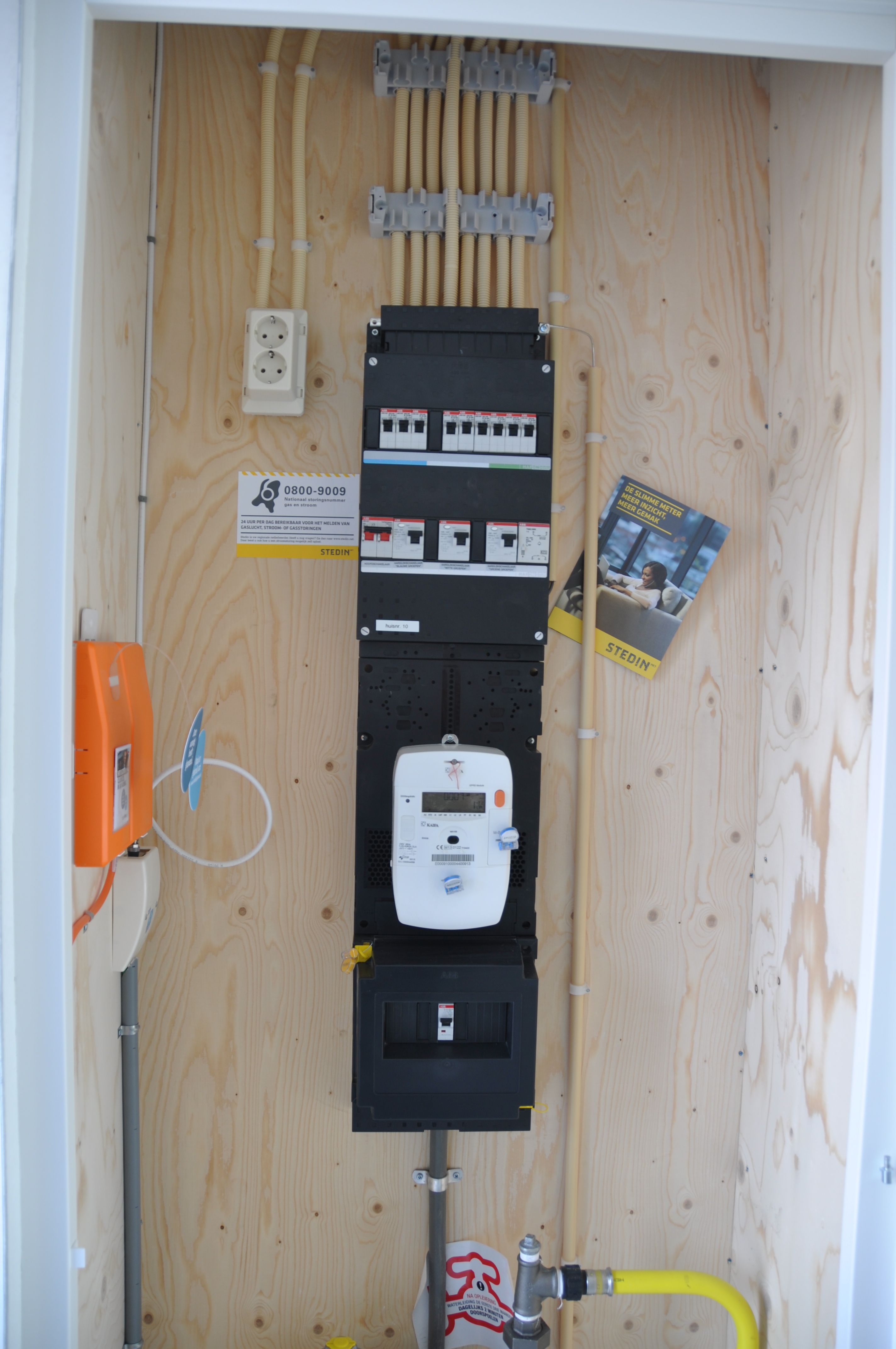
Naast de hoofdzekering onder de elektriciteitsmeter, is er ook een hoofdschakelaar bij de elektrische installatie boven de meter.

Een hoofdschakelaar is een schakelaar die een gehele elektrische installatie onder spanning zet of spanningsvrij maakt. Dit is de fysieke eerste beveiliging voor het werken aan een stroomkring. 
In het geval van een huisinstallatie bevindt de hoofdschakelaar zich in de elektrotechnische verdeelinrichting, die in de meterkast gemonteerd is, meestal direct onder of in de nabijheid van de elektriciteitsmeter.  

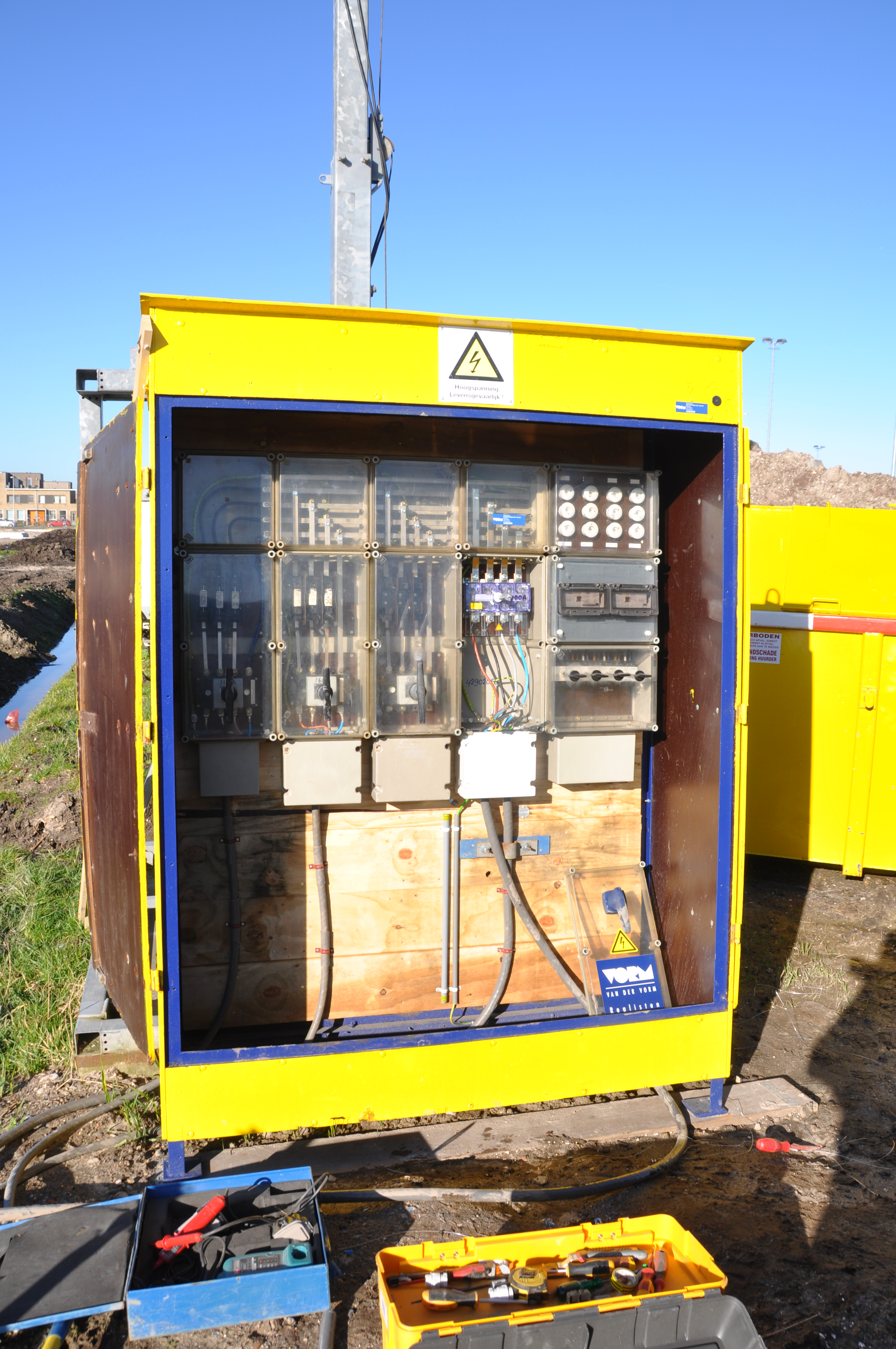
Bij de montage van deze verdeelkast is het deksel van de hoofdschakelaar nog afgenomen

Bij industriële machinebesturingen bevindt de hoofdschakelaar zich meestal op de schakelkast zelf, of in een aangebouwd los kastje speciaal voor de voeding en hoofdschakelaar. De hoofdschakelaar wordt daar vaak in geel/rood uitgevoerd om aan te geven dat deze ook een veiligheidsfunctie heeft. 